# Daniela Ceccarelli
Daniela Ceccarelli (* 25. September 1975 in Frascati) ist eine ehemalige italienische Skirennläuferin. Sie war auf die schnellen Disziplinen Abfahrt und Super-G spezialisiert und wurde im Jahr 2002 Olympiasiegerin im Super-G.

## Biografie
Nach mehreren guten Ergebnissen in FIS-Rennen konnte Ceccarelli ab der Saison 1995/96 auch im Europacup mehrmals unter die besten fünf fahren und belegte in der Super-G-Endwertung den dritten Platz. In der folgenden Saison erreichte sie insgesamt fünf Podestplätze in Abfahrt und Super-G. Damit belegte sie hinter der Österreicherin Marianna Salchinger den zweiten Platz in der Gesamtwertung und kam in der Super-G- und Abfahrtswertung jeweils auf Rang drei.
Ihr Weltcupdebüt gab die Italienerin im Super-G von Kvitfjell am 7. März 1996, wo sie den 26. Platz belegte. Ein weiterer Start folgte im Februar 1997. Aufgrund ihrer Erfolge im Europacup startete sie ab der Saison 1997/98 regelmäßig im Weltcup. In den ersten Jahren platzierte sie sich meist nur im hinteren Feld der schnellsten 30 oder kam nicht in die Punkteränge. Einzige Ausnahme war der elfte Platz im Super-G von Mammoth Mountain am 4. Dezember 1998. Bei ihrer ersten Weltmeisterschaftsteilnahme in Vail 1999 belegte sie Platz 18 im Super-G.
Gegen Ende der Saison 1999/2000 konnte sich Ceccarelli regelmäßig unter den besten 20 platzieren und erreichte im Super-G von Innsbruck am 27. Februar ihr erstes Top-Ten-Resultat. 2000/01 kam sie zweimal unter die besten zehn und belegte bei den Weltmeisterschaften 2001 in St. Anton den 15. Platz im Super-G und in der Kombination sowie den 16. Platz in der Abfahrt.
In der Saison 2001/02 erreichte Ceccarelli erstmals das Podest: Am 22. Dezember 2001 fuhr sie im Super-G von St. Moritz auf Platz zwei, am 26. Januar 2002 folgte ein dritter Platz in der Abfahrt von Cortina d’Ampezzo. Höhepunkt dieser Saison waren die Olympischen Winterspiele in Salt Lake City. Nachdem sie in der Abfahrt auf den 20. und in der Kombination auf den 15. Platz fuhr, gelang ihr im dritten Bewerb völlig überraschend ihr größter Triumph: Vor der Kroatin Janica Kostelić und der Italienerin Karen Putzer wurde Ceccarelli Olympiasiegerin im Super-G. Im März 2002 wurde sie Italienische Meisterin im Super-G.
In der Saison 2002/03 holte sie mit dem zweiten Platz im Super-G von Val-d’Isère ihren dritten Podestplatz und kam mit drei weiteren Top-Ten-Ergebnissen auf Rang sechs im Super-G-Weltcup. Bei den Weltmeisterschaften 2003 in St. Moritz belegte sie Platz 13 in der Abfahrt, den Super-G konnte sie nicht beenden. Bei den italienischen Meisterschaften 2003 gewann sie den Titel in der Abfahrt.
In den folgenden Jahren gingen ihre Leistungen kontinuierlich zurück. Während sie in der Saison 2003/04 noch viermal unter die besten zehn kam, und dabei zwei fünfte Plätze erreichte, gelang ihr dies in der Saison 2004/05 nur noch zweimal, mehrere Male blieb sie sogar außerhalb der Punkteränge. Bei den Weltmeisterschaften in Bormio belegte sie Platz 14 in der Abfahrt. Auch in der Saison 2005/06 kam sie nur einmal unter die besten zehn.
Im November 2006 wurde Daniela Ceccarelli Mutter. Nur zwei Monate später kehrte sie in den Weltcup zurück. In ihrem zweiten Rennen nach der Babypause, dem Super-G in Cortina d’Ampezzo am 19. Januar 2007, belegte sie bereits wieder Platz 17. Am 21. Dezember 2007 erreichte sie mit Rang sieben in der Abfahrt von St. Anton erstmals seit zwei Jahren wieder die Top Ten, konnte aber dieses Ergebnis danach nicht mehr wiederholen. In der Saison 2008/09 war ihr bestes Resultat der 16. Rang in der Abfahrt von Bansko. Am 23. Januar 2010 bestritt Daniela Ceccarelli mit der Abfahrt von Cortina d’Ampezzo ihr letztes Rennen im Weltcup.
Sie gründete nach ihrer aktiven Karriere ein eigenes Skiteam und war bis 2021 auch technische Kommentatorin der Skirennen für das italienische Radio und Fernsehen RAI.
Ihre Tochter Lara Colturi (* 2006) ist ebenfalls als Skirennläuferin aktiv und startet für den albanischen Skiverband. Ceccarelli ist Trainerin der albanischen Ski-Nationalmannschaft. Sie erhielt im Februar 2022 die albanische Staatsbürgerschaft.

## Erfolge

### Olympische Winterspiele
- Salt Lake City 2002: 1. Super-G, 15. Kombination, 20. Abfahrt
- Turin 2006: 31. Super-G

### Weltmeisterschaften
- Vail 1999: 18. Super-G
- St. Anton 2001: 15. Super-G, 15. Kombination, 16. Abfahrt
- St. Moritz 2003: 13. Abfahrt
- Bormio 2005: 14. Abfahrt

### Weltcup
- 3 Podestplätze

### Europacup
- Saison 1995/96: 3. Super-G
- Saison 1996/97: 2. Gesamtwertung, 3. Abfahrt, 3. Super-G
- 6 Podestplätze

### Italienische Meisterschaften
- Italienische Meisterin im Super-G 2002 und in der Abfahrt 2003